# R Arae
Désignations
R Arae est une binaire à éclipses de type Algol dans la constellation de l'Autel. Située à environ 298 parsecs (970 années-lumière), elle brille normalement à une magnitude de 6,17, mais pendant les éclipses, elle peut descendre jusqu'à une magnitude de 7,32. Plusieurs études ont suggéré qu'un transfert de masse se produit entre les deux étoiles du système,, et la période des éclipses semble augmenter avec le temps. L'étoile primaire est une étoile bleu-blanc de la séquence principale de type spectral B5V qui est 5 fois plus massive que le Soleil, tandis que l'étoile secondaire est une étoile jaune-blanc sous-géante de type spectral F1IV et qui est 1,5 fois plus massive que le Soleil. L'étoile secondaire est progressivement dépouillée de sa matière stellaire, qui s'accumule sur la primaire.
R Arae a un compagnon de 8e magnitude à 3" de distance. L'étoile compagne est à une distance similaire du Système solaire.